# Hydrotaea nudispinosa
Hydrotaea nudispinosa är en tvåvingeart som beskrevs av Ma 1992. Hydrotaea nudispinosa ingår i släktet Hydrotaea och familjen husflugor.
Artens utbredningsområde är Qinghai (Kina). Inga underarter finns listade i Catalogue of Life.